# آدم شو
آدم شو (بالإنجليزية: Adam Shaw)‏ هو رسام أمريكي، ولد في 27 فبراير 1957 في نيويورك في الولايات المتحدة.